# Othon Henri del Caretto
Othon Henri del Caretto, född 1629, död 1685, var generalguvernör eller ståthållare i de Spanska Nederländerna 1682–1685.